# Задание (мини-сериал)
«Зада́ние» (англ. Task) — предстоящий американский мини-сериал Брэда Ингелсби в жанре криминальной драмы. Главные роли исполнили Марк Руффало, Том Пелфри, Эмилия Джонс, Тусо Мбеду, Рауль Кастильо, Джейми Макшейн, Сэм Кили, Фабьен Франкель и Элисон Оливер. Премьера состоится на канале HBO 7 сентября 2025 года.

## Сюжет
Агент ФБР Том возглавляет оперативную группу, которая пытается остановить серию ограблений наркопритонов в рабочем пригороде Филадельфии.

## В ролях

### Главные роли
- Марк Руффало — Том
- Том Пелфри — Робби
- Эмилия Джонс — Мэв
- Тусо Мбеду[англ.] — Алеа
- Рауль Кастильо — Клифф
- Джейми Макшейн — Перри
- Сэм Кили — Джейсон
- Фабьен Франкель — Энтони
- Элисон Оливер — Лиззи

### Роли второго плана
- Сильвия Дионисио — Эмили
- Оуэн Тиг — Пичес
- Доминик Колон — Дерик
- Маргарита Левиева — Эрин
- Рафаэль Сбардж — Чиф Дорси
- Мики Самнер[англ.] — Шелли Дрисколл
- Брайан Гудман?! — Винсент Хокс
- Элвис Ноласко[англ.] — Фредди Фриас
- Колин Бейтс — Шейн Макрейнолдс
- Исаак де Банколе — отец Дэниел Джорджес
- Фиби Фокс — Сара
- Корал Пенья[англ.] — Мег Койл
- Марта Плимптон — Кэтлин Макгинти
- Мирей Инос — Сьюзан Брэндис

## Производство
В июне 2023 года стало известно, что компания HBO дала «зелёный свет» Брэду Ингелсби на разработку криминально-драматического сериала с Марком Руффало в главной роли. В декабре 2023 года стало известно, что Салли Ричардсон-Уитфилд станет исполнительным продюсером, а также режиссёром нескольких эпизодов. В ноябре 2024 года стало известно название проекта — «Задание» (англ. Task).
В июне 2023 года на главную роль был утверждён Марк Руффало. В декабре того же года на другие ведущие роли были утверждены Том Пелфри, Эмилия Джонс, Тусо Мбеду, Рауль Кастильо, Джейми Макшейн, Сэм Кили, Фабьен Франкель и Элисон Оливер. В марте 2024 года стали известны исполнители ролей второго плана: Оуэн Тиг, Доминик Колон, Маргарита Левиева, Рафаэль Сбардж, Мики Самнер, Элвис Ноласко, Брайан Гудман, Колин Бейтс, Исаак де Банколе, Фиби Фокс, Корал Пенья и Сильвия Дионисио. В ноябре 2024 года к актёрскому составу присоеднились Марта Плимптон и Мирей Инос.
Съёмки начались в марте 2024 года.
Премьера состоится на кабельном телеканале HBO 7 сентября 2025 года.